# Canottaggio ai Giochi della XI Olimpiade - Due con maschile
La competizione del due con maschile dei Giochi della XI Olimpiade si è svolta dal 12 al 14 agosto 1936 al bacino di Grünau, Berlino.

## Risultati

### Batterie
Si sono disputate il 12 agosto. Il vincitore di ciascuna serie in finale, i restanti al recuperi.
| Pos. | Nazione     | Atleti                                              | Tempo  |
| ---- | ----------- | --------------------------------------------------- | ------ |
| 1    | Germania    | Gerhard Gustmann, Herbert Adamski Tim. Dieter Arend | 7:27"3 |
| 2    | Italia      | Almiro Bergamo, Guido Santin Tim. Luciano Negrini   | 7:33"6 |
| 3    | Ungheria    | Károly Győry, Tibor Mamusich Tim. László Molnár     | 7:36"5 |
| 4    | Polonia     | Jerzy Braun, Janusz Ślązak Tim. Jerzy Skolimowski   | 7:53"9 |
| 5    | Stati Uniti | Tomas Curran, Joseph Dougherty Tim. George Loveless | 7:55"6 |
| 6    | Brasile     | Stefano Strata, José Ramalho Tim. Decio Klettenberg | 8:13"7 |

| Pos. | Nazione     | Atleti                                                | Tempo  |
| ---- | ----------- | ----------------------------------------------------- | ------ |
| 1    | Francia     | Georges Tapie, Marceau Fourcade Tim. Noël Vandernotte | 7'38"4 |
| 2    | Danimarca   | Remond Larsen, Carl Berner Tim. Aage Jensen           | 7'41"1 |
| 3    | Svizzera    | Georges Gschwind, Hans Appenzeller Tim. Rolf Spring   | 7'48"7 |
| 4    | Jugoslavia  | Ivo Fabris, Elko Mrduljaš Tim. Lino Ljubičić          | 7'53"3 |
| 5    | Giappone    | Tsutomuko Mitsudome, Osamu Abe Tim. Taro Teshima      | 7'53"4 |
| 6    | Paesi Bassi | Karel Hardeman, Ernst de Jonge Tim. Hans van Walsem   | 7'56"9 |

### Recuperi
Si sono disputati il 13 agosto. I primi due di ciascuna serie in finale.
| Pos. | Nazione     | Atleti                                              | Tempo  |
| ---- | ----------- | --------------------------------------------------- | ------ |
| 1    | Danimarca   | Remond Larsen, Carl Berner Tim. Aage Jensen         | 8'51"1 |
| 2    | Svizzera    | Georges Gschwind, Hans Appenzeller Tim. Rolf Spring | 8'58"9 |
| 3    | Paesi Bassi | Karel Hardeman, Ernst de Jonge Tim. Hans van Walsem | 9'03"1 |
| 4    | Stati Uniti | Tomas Curran, Joseph Dougherty Tim. George Loveless | 9'13"6 |
| 5    | Brasile     | Stefano Strata, José Ramalho Tim. Decio Klettenberg | 9'32"3 |

| Pos. | Nazione    | Atleti                                            | Tempo  |
| ---- | ---------- | ------------------------------------------------- | ------ |
| 1    | Italia     | Almiro Bergamo, Guido Santin Tim. Luciano Negrini | 8'50"0 |
| 2    | Jugoslavia | Ivo Fabris, Elko Mrduljaš Tim. Lino Ljubičić      | 8'53"8 |
| 3    | Polonia    | Jerzy Braun, Janusz Ślązak Tim. Jerzy Skolimowski | 8'56"2 |
| 4    | Giappone   | Tsutomuko Mitsudome, Osamu Abe Tim. Taro Teshima  | 9'06"3 |
| -    | Ungheria   | Károly Győry, Tibor Mamusich Tim. László Molnár   | DNS    |

### Finale
Si è disputata il 14 agosto.
| Pos.    | Nazione    | Atleti                                                | Tempo  |
| ------- | ---------- | ----------------------------------------------------- | ------ |
| Oro     | Germania   | Gerhard Gustmann, Herbert Adamski Tim. Dieter Arend   | 8'36"9 |
| Argento | Italia     | Almiro Bergamo, Guido Santin Tim. Luciano Negrini     | 8'49"7 |
| Bronzo  | Francia    | Georges Tapie, Marceau Fourcade Tim. Noël Vandernotte | 8'54"0 |
| 4       | Danimarca  | Remond Larsen, Carl Berner Tim. Aage Jensen           | 8'55"8 |
| 5       | Svizzera   | Georges Gschwind, Hans Appenzeller Tim. Rolf Spring   | 9'10"9 |
| 6       | Jugoslavia | Ivo Fabris, Elko Mrduljaš Tim. Lino Ljubičić          | 9'19"4 |